# Trofeo Matteotti 1968
Il Trofeo Matteotti 1968, ventitreesima edizione della corsa, si svolse il 28 luglio 1968 su un percorso di 241,2 km. La vittoria fu appannaggio del danese Ole Ritter, che completò il percorso in 6h45'10", precedendo gli italiani Michele Dancelli e Adriano Passuello.

## Ordine d'arrivo (Top 10)
| Pos. | Corridore           | Squadra        | Tempo    |
| ---- | ------------------- | -------------- | -------- |
| 1    | Ole Ritter          | Germanvox-Wega | 6h45'10" |
| 2    | Michele Dancelli    | Pepsi Cola     | s.t.     |
| 3    | Adriano Passuello   | Filotex        | s.t.     |
| 4    | Ugo Colombo         | Filotex        | a 0'30"  |
| 5    | Vito Taccone        | Germanvox-Wega | a 0'49"  |
| 6    | Alfio Poli          | Filotex        | s.t.     |
| 7    | Bruno Mealli        | Faema          | a 0'54"  |
| 8    | Alberto Della Torre | Filotex        | s.t.     |
| 9    | Flaviano Vicentini  | Filotex        | s.t.     |
| 10   | Giancarlo Polidori  | Pepsi Cola     | s.t.     |